# Maurice Steyaert
Maurice Edouard Steyaert, né le 28 avril 1897 à Bellegem et mort le 16 avril 1969  à Beerzel, est un homme politique social-chrétien belge.
Steyaert fut industriel. Il fut également élu sénateur de l'arrondissement de Malines-Turnhout (1946-1949).